# Yahui
Yahui es un ser mitológico que aparece representado en el arte mixteco y mexica, particularmente durante el Período Posclásico (ss. VIII/IX-XVIII). Es el análogo de un concepto mitológico de la serpiente de fuego, concepto que tuvo una difusión amplia en la Mesoamérica posclásica. Como serpiente de fuego, el yahui está relacionado con el Sol y con las potencias celestes. Aunque guarda un gran parecido iconográfico con la xiuhcóatl de los pueblos nahuas, la serpiente de fuego de los mixtecos tuvo algunas connotaciones específicas. 

## Iconografía
Las principales fuentes que registran al yahui son los códices mixtecos, tanto de la época precolombina como los que se elaboraron durante la Colonia. El yahui es un ser cuadrúpedo con cuerpo serpentino. En sus cuatro extremidades está dotado de garras. Su cabeza es de serpiente o de lagarto, y generalmente se representó con las fauces abiertas, mostrando los colmillos. La nariz del yahui puede aparecer como una prolongación angulada sobre la cabeza, o bien, con un cuchillo de pedernal para sacrificio. La cola del animal está compuesta por un cuchillo de pedernal enmarcado por dos volutas.